# Theodore Moses
Theodore Conrad Moses – nauruański polityk.
Zasiadał w parlamencie Nauru. Był ambasadorem a także konsulem generalnym Republiki Nauru w Melbourne w Australii. W kraju, pełnił funkcję przewodniczącego Nauru Phosphate Royalties Trust.